# Johann Nepomuk Karl (Liechtenstein)

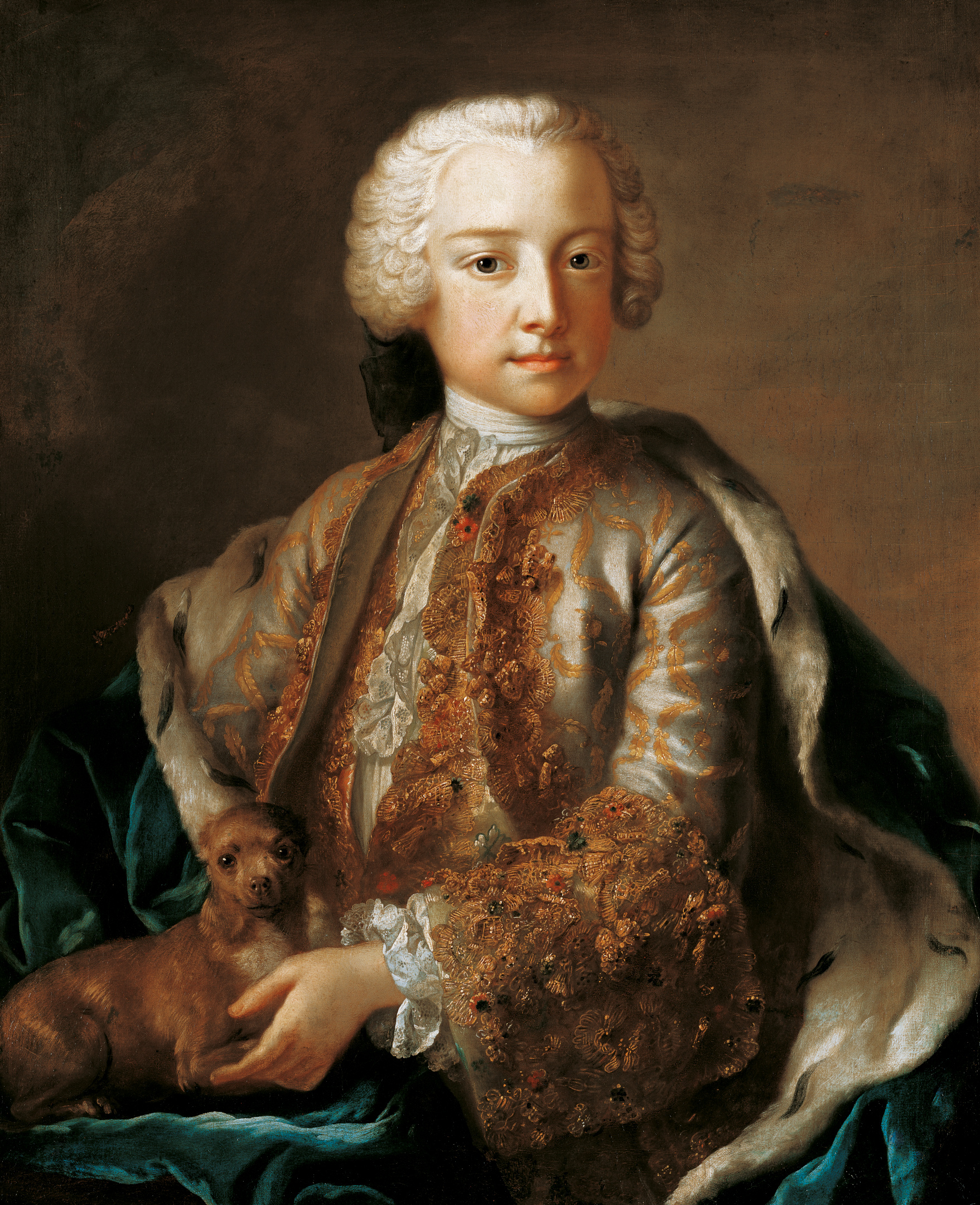
Johann Nepomuk Karl von Liechtenstein (Gemälde von Etienne Chevalier 1740)

Johann Nepomuk Karl (Johann Nepomuk Carl Borromäus Joseph Franz de Paula Franz Xaver Kilian; * 8. Juli 1724 in Wien; † 22. Dezember 1748 in Wischau) war vom 17. Dezember 1732 bis zu seinem Tod regierender Fürst von Liechtenstein.

## Biografie
Liechtenstein war der jüngere Sohn des Fürsten Joseph I. Johann Adam von und zu Liechtenstein (1690–1732) und dessen dritter Gemahlin Maria Anna, geborene Gräfin zu Oettingen-Spielberg (1693–1729). Obwohl er beim Tod seines Vaters erst acht Jahre alt war, gingen gemäß liechtensteinischem Hausgesetz das Amt und der Titel eines Fürsten und Regierer des Hauses Liechtenstein an ihn. Zur Erziehung wurde er unter die Vormundschaft seines Onkels zweiten Grades Fürst Joseph Wenzel, einem Cousin seines Vaters, gestellt, der in seinem Namen die Geschäfte als Majoratsherr ausführte. 1738 begleitete er den als kaiserlichen Botschafter entsandten Onkel nach Paris. Als Abschluss seiner sorgfältigen Ausbildung folgte eine Kavalierstour, von der er 1743 auf die liechtensteinischen Güter zurückkehrte.
Am 19. März 1744 heiratete er in Wien seine Cousine Gräfin Maria Josepha von Harrach zu Rohrau und Thannhausen (1727–1788), Tochter des Grafen Friedrich August von Harrach zur Rohrau und Thannhausen (1696–1749) und dessen Gemahlin Eleonora, geborene Fürstin von Liechtenstein (1703–1757). Aufgrund der nahen Verwandtschaft bedurfte die Eheschließung einer päpstlichen Dispens. Aus der Ehe gingen drei Kinder hervor.
Mit dem Erreichen der Volljährigkeit 1745 übernahm er die alleinige Regierung. Doch schon bald zeigte sich, dass es um seine Gesundheit nicht zum Besten bestellt war. Mit Sorge mussten sein ehemaliger Vormund und andere Familienmitglieder erkennen, dass es ihm nicht möglich war, die kontinuierliche Verwaltung des umfangreichen Familienbesitzes ordnungsgemäß zu bewerkstelligen. Kurz nach seiner Ernennung zum königlich ungarischen und königlich böhmischen Kämmerer verstarb er am 22. Dezember 1748 in Wischau im Alter von 24 Jahren. Sein Leichnam wurde nach Wranau überführt und in der Familiengruft bestattet. Mit seinem Tod erlosch der Antoninische Zweig des Hauses Liechtenstein im Mannesstamm. Das Majorat und die Regierung gelangten nun aufgrund der Bestimmungen der Erbeinigung von 1606 an den nächsten Agnaten des Hauses, seinen Onkel Fürst Joseph Wenzel.

## Nachkommen
- Maria Anna (1745–1752)
- Joseph Johann Nepomuk (*/† 1747)
- Maria Antonia (1749–1813) ⚭ 1768 Fürst Wenzel Paar (1744–1812)